# West Ham United Football Club 2016-2017
Questa voce raccoglie le informazioni riguardanti il West Ham United Football Club nelle competizioni ufficiali della stagione 2016-2017.

## Maglie e sponsor
Confermato lo sponsor tecnico Umbro e anche quello ufficiale Betway.
| Casa | Trasferta | Terza maglia |

## Organigramma societario
- Chairman: David Sullivan, David Gold
- Vice-Chairman: Karren Brady CBE
- Chief Financial Officer: Andy Mollett
- Managing Director: Angus Kinnear
- Non-Executive Director: Daniel Svanstrom, Daniel Harris
- Executive Director, Marketing and Communications: Tara Warren

Club Personnel
- Chief Operating Officer: Ben Illingworth
- Club Solicitor: Henri Brandman
- Project Director - Stadium Relocation: Stewart Pegge
- Commercial Director: Felicity Barnard
- Club Secretary: Andrew Pincher
- Head of Human Resources: Michele Gull

Altre cariche
- Presidente onorario: Terence Brown

Area tecnica
- Manager: Slaven Bilić
- Assistant Manager: Nikola Jurčević
- Coach: Edin Terzic
- Goalkeeper Coach: Chris Woods
- Coaching Assistant: Julian Dicks
- Fitness Coach: Miljenko Rak
- Academy Manager & Head of Coaching and Player Development: Terry Westley
- Head of Medical & Sports Science: Stijn Vandenbroucke
- Medical Officer: Sean Howlett MBBS, MRCGP

## Rosa
Rosa aggiornata al 1º settembre 2016.
| N. |                          | Ruolo | Calciatore            |
| -- | ------------------------ | ----- | --------------------- |
| 1  | Irlanda (bandiera)       | P     | Darren Randolph       |
| 2  | Nuova Zelanda (bandiera) | D     | Winston Reid          |
| 3  | Inghilterra (bandiera)   | D     | Aaron Cresswell       |
| 4  | Norvegia (bandiera)      | C     | Håvard Nordtveit      |
| 5  | Spagna (bandiera)        | D     | Álvaro Arbeloa        |
| 7  | Algeria (bandiera)       | C     | Sofiane Feghouli      |
| 8  | Senegal (bandiera)       | C     | Cheikhou Kouyaté      |
| 9  | Inghilterra (bandiera)   | A     | Andy Carroll          |
| 10 | Argentina (bandiera)     | C     | Manuel Lanzini        |
| 11 | Ecuador (bandiera)       | A     | Enner Valencia        |
| 11 | Italia (bandiera)        | A     | Simone Zaza           |
| 13 | Spagna (bandiera)        | P     | Adrián                |
| 14 | Spagna (bandiera)        | C     | Pedro Obiang          |
| 15 | Senegal (bandiera)       | A     | Diafra Sakho          |
| 16 | Inghilterra (bandiera)   | C     | Mark Noble (capitano) |
| 17 | Turchia (bandiera)       | C     | Gökhan Töre           |

| N. |                        | Ruolo | Calciatore          |
| -- | ---------------------- | ----- | ------------------- |
| 19 | Galles (bandiera)      | D     | James Collins       |
| 20 | Ghana (bandiera)       | A     | André Ayew          |
| 21 | Italia (bandiera)      | D     | Angelo Ogbonna      |
| 22 | Inghilterra (bandiera) | D     | Sam Byram           |
| 23 | Portogallo (bandiera)  | D     | José Fonte          |
| 25 | Inghilterra (bandiera) | A     | Ashley Fletcher     |
| 26 | Francia (bandiera)     | D     | Arthur Masuaku      |
| 27 | Francia (bandiera)     | C     | Dimitri Payet       |
| 28 | Argentina (bandiera)   | A     | Jonathan Calleri    |
| 30 | Inghilterra (bandiera) | C     | Michail Antonio     |
| 31 | Svizzera (bandiera)    | C     | Edimilson Fernandes |
| 32 | Inghilterra (bandiera) | D     | Reece Burke         |
| 34 | Svizzera (bandiera)    | P     | Raphael Spiegel     |
| 35 | Inghilterra (bandiera) | D     | Reece Oxford        |
| 36 | Portogallo (bandiera)  | C     | Domingos Quina      |
| 52 | Inghilterra (bandiera) | A     | Marcus Browne       |

## Calciomercato

### Sessione estiva(dal 01/07 al 01/09)
| Acquisti         | Acquisti            | Acquisti       | Acquisti                     |
| R.               | Nome                | da             | Modalità                     |
| ---------------- | ------------------- | -------------- | ---------------------------- |
| D                | Álvaro Arbeloa      |                | svincolato                   |
| D                | Arthur Masuaku      | Olympiacos     | definitivo (6,2 mln £)       |
| C                | Edimilson Fernandes | Sion           | definitivo(5,5 mln £)        |
| C                | Sofiane Feghouli    |                | svincolato                   |
| C                | Håvard Nordtveit    |                | svincolato                   |
| C                | Gökhan Töre         | Beşiktaş       | prestito oneroso (2,5 mln £) |
| A                | André Ayew          | Swansea City   | definitivo (20,5 mln £)      |
| A                | Jonathan Calleri    | Dep. Maldonado | prestito oneroso (4 mln £)   |
| A                | Ashley Fletcher     | Manchester Utd | definitivo                   |
| A                | Simone Zaza         | Juventus       | prestito oneroso (5 mln £)   |
| Altre operazioni |                     |                |                              |
| R.               | Nome                | da             | Modalità                     |
| C                | Domingos Quina      | Chelsea        | definitivo                   |
| A                | Toni Martínez       | Valencia       | definitivo                   |

| Cessioni         | Cessioni         | Cessioni       | Cessioni              |
| R.               | Nome             | a              | Modalità              |
| ---------------- | ---------------- | -------------- | --------------------- |
| D                | Joey O'Brien     |                | svincolato            |
| D                | James Tomkins    | Crystal Palace | definitivo (10 mln £) |
| C                | Alexandre Song   | Barcellona     | fine prestito         |
| C                | Victor Moses     | Chelsea        | fine prestito         |
| A                | Emmanuel Emenike | Fenerbahçe     | fine prestito         |
| A                | Enner Valencia   | Everton        | prestito              |
| Altre operazioni |                  |                |                       |
| R.               | Nome             | a              | Modalità              |
| D                | Reece Burke      | Wigan          | prestito              |
| D                | Stephen Hendrie  | Blackburn      | prestito              |
| D                | Doneil Henry     | Horsens        | prestito              |
| D                | Kyle Knoyle      | Wigan          | prestito              |
| D                | Lewis Page       | Coventry City  | prestito              |
| D                | Josh Pask        | Gillingham     | prestito              |
| C                | Josh Cullen      | Bradford PA    | prestito              |
| C                | George Dobson    | Walsall        | prestito              |
| A                | Elliot Lee       |                | svincolato            |
| A                | Martin Samuelsen | Blackburn      | prestito              |

### Sessione invernale(dal 01/01 al 31/01)
| Acquisti         | Acquisti   | Acquisti    | Acquisti             |
| R.               | Nome       | da          | Modalità             |
| ---------------- | ---------- | ----------- | -------------------- |
| D                | José Fonte | Southampton | definitivo (8 mln £) |
| Altre operazioni |            |             |                      |
| R.               | Nome       | da          | Modalità             |

| Cessioni         | Cessioni         | Cessioni         | Cessioni      |
| R.               | Nome             | a                | Modalità      |
| ---------------- | ---------------- | ---------------- | ------------- |
| A                | Simone Zaza      | Juventus         | fine prestito |
| Altre operazioni |                  |                  |               |
| R.               | Nome             | da               | Modalità      |
| A                | Jaanai Gordon    | Newport County   | prestito      |
| A                | Martin Samuelsen | Peterborough Utd | prestito      |

## Risultati

### Premier League

#### Girone di andata
| Arbitro: | Taylor (Cheshire) |

|                                   |           |             |
| Hazard 47’ (rig.) Diego Costa 89’ | Marcatori | 77’ Collins |

| Arbitro: | Pawson (South Yorkshire) |

|             |           |  |
| Antonio 85’ | Marcatori |  |

| Arbitro: | Marriner (West Midlands) |

|                                   |           |             |
| Sterling 7’ 90+2’ Fernandinho 18’ | Marcatori | 58’ Antonio |

| Arbitro: | Atkinson (West Yorkshire) |

|                |           |                                                |
| Antonio 5’ 33’ | Marcatori | 41’ Ighalo 45+2’ Deeney 53’ Capoue 63’ Holebas |

| Arbitro: | Clattenburg (Durham) |

|                                                   |           |                                |
| Chadli 8’ (rig.) 56’ Rondón 37’ James McClean 44’ | Marcatori | 61’ Antonio 65’ (rig.) Lanzini |

| Arbitro: | Moss (West Yorkshire) |

|  |           |                                        |
|  | Marcatori | 40’ Austin 62’ Tadic 90+2’ Ward-Prowse |

| Arbitro: | Swarbrick (Lancashire) |

|           |           |            |
| Payet 57’ | Marcatori | 51’ Stuani |

| Arbitro: | Atkinson (West Yorkshire) |

|  |           |             |
|  | Marcatori | 19’ Lanzini |

| Arbitro: | Madley (West Yorkshire) |

|            |           |  |
| Reid 90+4’ | Marcatori |  |

| Arbitro: | Taylor (Cheshire) |

|                        |           |  |
| Lukaku 50’ Barkley 76’ | Marcatori |  |

| Arbitro: | Marriner (West Midlands) |

|                   |           |           |
| Whelan 65’ (aut.) | Marcatori | 75’ Bojan |

| Arbitro: | Dean (Merseyside) |

|                                 |           |                                |
| Winks 51’ Kane 89’ 90+1’ (rig.) | Marcatori | 24’ Antonio 68’ (rig.) Lanzini |

| Arbitro: | Moss (West Yorkshire) |

|                 |           |          |
| Ibrahimović 21’ | Marcatori | 2’ Sakho |

| Arbitro: | Pawson (South Yorkshire) |

|             |           |                                                     |
| Carroll 83’ | Marcatori | 24’ Özil 72’ 80’ 86’ Sánchez 84’ Oxlade-Chamberlain |

| Arbitro: | Clattenburg (Durham) |

|                      |           |                       |
| Lallana 5’ Origi 48’ | Marcatori | 27’ Payet 39’ Antonio |

| Arbitro: | Madley (West Yorkshire) |

|             |           |  |
| Noble 45+3’ | Marcatori |  |

| Arbitro: | Mason (Lancashire) |

|                  |           |  |
| Noble 76’ (rig.) | Marcatori |  |

| Arbitro: | Marriner (West Midlands) |

|              |           |                                           |
| Llorente 89’ | Marcatori | 13’ Ayew 50’ Reid 78’ Antonio 90’ Carroll |

| Arbitro: | Taylor (Cheshire) |

|             |           |  |
| Slimani 20’ | Marcatori |  |

#### Girone di ritorno
| Arbitro: | Dean (Merseyside) |

|  |           |                          |
|  | Marcatori | 63’ Mata 78’ Ibrahimović |

| Arbitro: | Swarbrick (Lancashire) |

|                                      |           |  |
| Feghouli 68’ Carroll 79’ Lanzini 86’ | Marcatori |  |

| Arbitro: | Atkinson (West Yorkshire) |

|            |           |                              |
| Stuani 27’ | Marcatori | 9’ 43’ Carroll 90+4’ Calleri |

| Londra 1 febbraio 2017, ore 20:45 CET 23ª giornata | West Ham Utd | – referto | Manchester City | Olympic Stadium |

| Southampton 4 febbraio 2017, ore 16:00 CET 24ª giornata | Southampton | – referto | West Ham Utd | St. Mary's Stadium |

| Londra 11 febbraio 2017, ore 16:00 CET 25ª giornata | West Ham Utd | – referto | West Bromwich | Olympic Stadium |

| Watford 25 febbraio 2017, ore 18:30 CET 26ª giornata | Watford | – referto | West Ham Utd | Vicarage Road |

| Londra 4 marzo 2017, ore 16:00 CET 27ª giornata | West Ham Utd | – referto | Chelsea | Olympic Stadium |

| Bournemouth 11 marzo 2017, ore 16:00 CET 28ª giornata | Bournemouth | – referto | West Ham Utd | Vitality Stadium |

| Londra 18 marzo 2017, ore 16:00 CET 29ª giornata | West Ham Utd | – referto | Leicester City | Olympic Stadium |

| Hull 1 aprile 2017, ore 16:00 CEST 30ª giornata | Hull City | – referto | West Ham Utd | KC Stadium |

| Londra 4 aprile 2017, ore 20:45 CEST 31ª giornata | Arsenal | – referto | West Ham Utd | Emirates Stadium |

| Londra 8 aprile 2017, ore 16:00 CEST 32ª giornata | West Ham Utd | – referto | Swansea City | Olympic Stadium |

| Sunderland 15 aprile 2017, ore 16:00 CEST 33ª giornata | Sunderland | – referto | West Ham Utd | Stadium of Light |

| Londra 22 aprile 2017, ore 16:00 CEST 34ª giornata | West Ham Utd | – referto | Everton | Olympic Stadium |

| Stoke 29 aprile 2017, ore 16:00 CEST 35ª giornata | Stoke City | – referto | West Ham Utd | bet365 Stadium |

| Londra 6 maggio 2017, ore 16:00 CEST 36ª giornata | West Ham Utd | – referto | Tottenham | Olympic Stadium |

| Londra 13 maggio 2017, ore 16:00 CEST 37ª giornata | West Ham Utd | – referto | Liverpool | Olympic Stadium |

| Burnley 21 maggio 2017, ore 16:00 CEST 38ª giornata | Burnley | – referto | West Ham Utd | Turf Moor |

### Football League Cup
| Arbitro: | Martin (Staffordshire) |

|           |           |  |
| Payet 90’ | Marcatori |  |

| Arbitro: | Pawson (South Yorkshire) |

|                           |           |              |
| Kouyaté 11’ Fernandes 48’ | Marcatori | 90+3’ Cahill |

| Arbitro: | Jones (Cheshire) |

|                                      |           |              |
| Ibrahimović 2’ 90+3’ Martial 48’ 62’ | Marcatori | 35’ Fletcher |

### FA Cup
| Arbitro: | Oliver (Northumberland) |

|  |           |                                                                       |
|  | Marcatori | 33’ (rig.) Touré 41’ (aut.) Nordtveit 43’ Silva 50’ Agüero 84’ Stones |

### Europa League

#### Terzo turno preliminare
| Arbitro: | Mete Kalkavan |

|                      |           |                  |
| Črnic 11’ (rig.) 49’ | Marcatori | 18’ (rig.) Noble |

| Arbitro: | Fredy Fautrel |

|                             |           |  |
| Kouyaté 8’ 25’ Feghouli 81’ | Marcatori |  |

#### Play-off
| Arbitro: | Artur Soares Dias |

|            |           |                  |
| Alibec 83’ | Marcatori | 45’ (rig.) Noble |

| Arbitro: | Manuel Gräfe |

|  |           |              |
|  | Marcatori | 45’ Teixeira |

## Statistiche

### Statistiche di squadra
Statistiche aggiornate al 22 gennaio 2017 
| Competizione   | Punti            | In casa | In casa | In casa | In casa | In casa | In casa | In trasferta | In trasferta | In trasferta | In trasferta | In trasferta | In trasferta | Totale | Totale | Totale | Totale | Totale | Totale | Totale |
| Competizione   | Punti            | G       | V       | N       | P       | Gf      | Gs      | G            | V            | N            | P            | Gf           | Gs           | G      | V      | N      | P      | Gf     | Gs     | Dr     |
| -------------- | ---------------- | ------- | ------- | ------- | ------- | ------- | ------- | ------------ | ------------ | ------------ | ------------ | ------------ | ------------ | ------ | ------ | ------ | ------ | ------ | ------ | ------ |
| Premier League | 45               | 19      | 7       | 4       | 8       | 19      | 31      | 19           | 5            | 5            | 9            | 28           | 33           | 38     | 12     | 9      | 17     | 47     | 64     | -18    |
| FA Cup         | Terzo Turno      | 1       | 0       | 0       | 1       | 0       | 5       | 0            | 0            | 0            | 0            | 0            | 0            | 1      | 0      | 0      | 1      | 0      | 5      | -5     |
| League Cup     | Quarti di Finale | 2       | 2       | 0       | 0       | 3       | 1       | 1            | 0            | 0            | 1            | 1            | 4            | 3      | 2      | 0      | 1      | 4      | 5      | -1     |
| Europa League  | Play-Off         | 2       | 1       | 0       | 1       | 3       | 1       | 2            | 0            | 1            | 1            | 2            | 3            | 4      | 1      | 1      | 2      | 5      | 4      | +1     |
| Totale         | 45               | 24      | 10      | 4       | 10      | 25      | 38      | 22           | 5            | 6            | 11           | 31           | 40           | 46     | 15     | 10     | 21     | 56     | 78     | -22    |

### Andamento in campionato
| Giornata  | 1  | 2  | 3  | 4  | 5  | 6  | 7  | 8  | 9  | 10 | 11 | 12 | 13 | 14 | 15 | 16 | 17 | 18 | 19 | 20 | 21 | 22 | 23 | 24 | 25 | 26 | 27 | 28 | 29 | 30 | 31 | 32 | 33 | 34 | 35 | 36 | 37 | 38 |
| --------- | -- | -- | -- | -- | -- | -- | -- | -- | -- | -- | -- | -- | -- | -- | -- | -- | -- | -- | -- | -- | -- | -- | -- | -- | -- | -- | -- | -- | -- | -- | -- | -- | -- | -- | -- | -- | -- | -- |
| Luogo     | T  | C  | T  | C  | T  | C  | C  | T  | C  | T  | C  | T  | T  | C  | T  | C  | C  | T  | T  | C  | C  | T  |    |    |    |    |    |    |    |    |    |    |    |    |    |    |    |    |
| Risultato | P  | V  | P  | P  | P  | P  | N  | V  | V  | P  | N  | P  | N  | P  | N  | V  | V  | V  | P  | P  | V  | V  |    |    |    |    |    |    |    |    |    |    |    |    |    |    |    |    |
| Posizione | 17 | 10 | 12 | 17 | 18 | 18 | 18 | 15 | 15 | 17 | 17 | 17 | 16 | 17 | 17 | 15 | 13 | 11 | 12 | 13 | 12 |    |    |    |    |    |    |    |    |    |    |    |    |    |    |    |    |    |

Fonte:  Premier League – Classifiche, su sport.sky.it, sport.sky.it (archiviato dall'url originale il 5 gennaio 2016).
Legenda:

Luogo: C = Casa; T = Trasferta. Risultato: V = Vittoria; N = Pareggio; P = Sconfitta.

### Statistiche dei giocatori
| Giocatore    | Premier League | Premier League | Premier League | Premier League | FA Cup   | FA Cup | FA Cup      | FA Cup     | League Cup | League Cup | League Cup  | League Cup | Europa League | Europa League | Europa League | Europa League | Totale   | Totale | Totale      | Totale     |
| Giocatore    | Presenze       | Reti           | Ammonizioni    | Espulsioni     | Presenze | Reti   | Ammonizioni | Espulsioni | Presenze   | Reti       | Ammonizioni | Espulsioni | Presenze      | Reti          | Ammonizioni   | Espulsioni    | Presenze | Reti   | Ammonizioni | Espulsioni |
| ------------ | -------------- | -------------- | -------------- | -------------- | -------- | ------ | ----------- | ---------- | ---------- | ---------- | ----------- | ---------- | ------------- | ------------- | ------------- | ------------- | -------- | ------ | ----------- | ---------- |
| Adrián       | 11             | -20            | 1              | 0              | 1        | -5     | 0           | 0          | 1          | -4         | 0           | 0          | 1             | -2            | 0             | 0             | 14       | -31    | 1           | 0          |
| M. Antonio   | 21             | 8              | 4              | 0              | 1        | 0      | 0           | 0          | 3          | 0          | 0           | 0          | 4             | 0             | 2             | 0             | 29       | 8      | 6           | 0          |
| A. Arbeloa   | 3              | 0              | 3              | 0              | -        | -      | -           | -          | 1          | 0          | 0           | 0          | -             | -             | -             | -             | 4        | 0      | 3           | 0          |
| A. Ayew      | 12             | 1              | 0              | 0              | -        | -      | -           | -          | 1          | 0          | 0           | 0          | -             | -             | -             | -             | 13       | 1      | 0           | 0          |
| M. Browne    | -              | -              | -              | -              | -        | -      | -           | -          | -          | -          | -           | -          | 1             | 0             | 0             | 0             | 1        | 0      | 0           | 0          |
| R. Burke     | -              | -              | -              | -              | -        | -      | -           | -          | -          | -          | -           | -          | 2             | 0             | 0             | 0             | 2        | 0      | 0           | 0          |
| S. Byram     | 7              | 0              | 3              | 0              | -        | -      | -           | -          | -          | -          | -           | -          | 4             | 0             | 2             | 0             | 11       | 0      | 5           | 0          |
| J. Calleri   | 7              | 1              | 0              | 0              | 0        | 0      | 0           | 0          | 1          | 0          | 0           | 0          | 2             | 0             | 0             | 0             | 10       | 1      | 0           | 0          |
| A. Carroll   | 10             | 5              | 1              | 0              | 1        | 0      | 0           | 0          | -          | -          | -           | -          | 3             | 0             | 0             | 0             | 14       | 5      | 1           | 0          |
| J. Collins   | 11             | 1              | 1              | 0              | -        | -      | -           | -          | -          | -          | -           | -          | 2             | 0             | 1             | 0             | 13       | 1      | 2           | 0          |
| A. Cresswell | 13             | 0              | 1              | 1              | 1        | 0      | 0           | 0          | 2          | 0          | 0           | 0          | -             | -             | -             | -             | 16       | 0      | 1           | 1          |
| A. Fletcher  | 12             | 0              | 2              | 0              | 1        | 0      | 0           | 0          | 1          | 1          | 0           | 0          | 2             | 0             | 0             | 0             | 16       | 1      | 2           | 0          |
| S. Feghouli  | 11             | 1              | 1              | 1              | 1        | 0      | 0           | 0          | 3          | 0          | 0           | 0          | 2             | 1             | 0             | 0             | 17       | 2      | 1           | 1          |
| E. Fernandes | 14             | 0              | 2              | 0              | 1        | 0      | 0           | 0          | 3          | 1          | 0           | 0          | -             | -             | -             | -             | 18       | 1      | 2           | 0          |
| J. Fonte     | -              | -              | -              | -              | -        | -      | -           | -          | -          | -          | -           | -          | -             | -             | -             | -             | -        | -      | -           | -          |
| C. Kouyaté   | 18             | 0              | 1              | 0              | -        | -      | -           | -          | 2          | 1          | 1           | 0          | 3             | 2             | 0             | 0             | 23       | 3      | 2           | 0          |
| M. Lanzini   | 19             | 4              | 4              | 0              | 1        | 0      | 0           | 0          | 3          | 0          | 0           | 0          | -             | -             | -             | -             | 23       | 4      | 4           | 0          |
| A. Masuaku   | 6              | 0              | 1              | 0              | -        | -      | -           | -          | 2          | 0          | 0           | 0          | -             | -             | -             | -             | 8        | 0      | 1           | 0          |
| M. Noble     | 20             | 2              | 6              | 0              | 1        | 0      | 0           | 0          | 1          | 0          | 1           | 0          | 3             | 2             | 0             | 0             | 25       | 4      | 7           | 0          |
| H. Nordtveit | 12             | 0              | 2              | 0              | 1        | 0      | 0           | 0          | 1          | 0          | 0           | 0          | 3             | 0             | 1             | 0             | 17       | 0      | 3           | 0          |
| P. Obiang    | 15             | 0              | 4              | 0              | 1        | 0      | 0           | 0          | 3          | 0          | 1           | 0          | 4             | 0             | 0             | 0             | 23       | 0      | 5           | 0          |
| A. Ogbonna   | 19             | 0              | 2              | 0              | 1        | 0      | 0           | 0          | 3          | 0          | 0           | 0          | 2             | 0             | 0             | 0             | 25       | 0      | 2           | 0          |
| R. Oxford    | -              | -              | -              | -              | 0        | 0      | 0           | 0          | -          | -          | -           | -          | 2             | 0             | 1             | 0             | 2        | 0      | 1           | 0          |
| D. Payet     | 18             | 2              | 2              | 0              | 1        | 0      | 0           | 0          | 3          | 1          | 0           | 0          | -             | -             | -             | -             | 22       | 3      | 2           | 0          |
| D. Quina     | -              | -              | -              | -              | 0        | 0      | 0           | 0          | -          | -          | -           | -          | 2             | 0             | 0             | 0             | 2        | 0      | 0           | 0          |
| D. Randolph  | 11             | -16            | -0             | 0              | 0        | 0      | 0           | 0          | 2          | -1         | 0           | 0          | 3             | -2            | 0             | 0             | 16       | -19    | 0           | 0          |
| W. Reid      | 19             | 2              | 5              | 1              | 1        | 0      | 0           | 0          | 2          | 0          | 1           | 0          | 3             | 0             | 1             | 0             | 25       | 2      | 7           | 1          |
| D. Sakho     | 2              | 1              | 0              | 0              | -        | -      | -           | -          | -          | -          | -           | -          | -             | -             | -             | -             | 2        | 1      | 0           | 0          |
| G. Töre      | 5              | 0              | 0              | 0              | -        | -      | -           | -          | 1          | 0          | 0           | 0          | 2             | 0             | 0             | 0             | 8        | 0      | 0           | 0          |
| E. Valencia  | 3              | 0              | 0              | 0              | -        | -      | -           | -          | -          | -          | -           | -          | 4             | 0             | 1             | 0             | 7        | 0      | 1           | 0          |
| S. Zaza      | 8              | 0              | 1              | 0              | -        | -      | -           | -          | 3          | 0          | 0           | 0          | -             | -             | -             | -             | 11       | 0      | 1           | 0          |